# Isaac Comnène (fils de Jean II Comnène)
Pour les articles homonymes, voir Isaac Comnène.
Isaac Comnène (en grec : Ἰσαάκιος Κομνηνός), (vers 1113-1154), est le troisième fils de l'empereur byzantin Jean II Comnène et d'Irène de Hongrie. Du fait que son plus jeune frère, Manuel Ier Comnène, lui est préféré pour succéder à Jean II, les deux frères entretiennent des relations tendues. Néanmoins, il participe aux campagnes de Manuel en Asie mineure et est un fervent partisan du patriarche de Constantinople Cosmas II Atticus.

## Biographie
En 1122, son frère le plus âgé, Alexis, est couronné co-empereur et Isaac reçoit le rang de sébastokrator avec ses autres frères. C'est un homme grand et imposant selon les sources byzantines, sévère et sujet à des accès de colère violents, contribuant apparemment à en faire un personnage peu apprécié par son entourage.
Selon Jean Cinnamus, Isaac participe à la campagne de 1136 contre le royaume arménien de Cilicie. Lors du siège d'Anazarbe, il conseille à son père de recouvrir les engins de siège de brique pour éviter qu'ils ne s'enflamment du fait des flèches enflammées envoyées par les assiégés. Ce stratagème semble fonctionner et permet aux Byzantins de prendre la ville. En 1142, ses deux frères aînés, Alexis et Andronic, décèdent. Isaac devient alors le candidat favori pour la succession mais, peu avant sa mort en Cilicie en avril 1143, Jean II Comnène désigne son quatrième fils Manuel comme son successeur. Les raisons de cette préférence sont obscures et les chroniqueurs byzantins tentent longuement de le justifier, laissant apparaître que ce choix est surprenant. L'historien latin, Guillaume de Tyr, estime que le choix de Manuel s'explique par sa présence aux côtés de Jean lors de ses dernières heures. L'empereur agonisant estime alors que Manuel, accompagné du gros de l'armée byzantine, peut aisément se reposer sur elle pour faire valoir ses droits à la couronne, contrairement à Isaac resté à Constantinople. Toujours selon Guillaume de Tyr, le grand domestique Jean Axouch, le chef de l'armée et proche ami de Jean II, tente de le persuader de désigner Isaac, sans résultat. Cela n'empêche pas Jean Axouch de soutenir Manuel après la mort de Jean II. 
Si Manuel dispose de l'armée, Isaac est toujours à Constantinople et a, de ce fait, accès au Grand Palais et à ses richesses. Il pourrait donc tenter de s'emparer du trône. Selon Nicétas Choniatès, Manuel envoie en toute hâte Axouch pour la capitale pour qu'il y parvienne avant l'annonce de la mort de l'empereur. Le général byzantin remplit sa mission et sécurise le palais pour éviter qu'Isaac ne s'y installe et le confine dans le monastère du Pantocrator. Un grand nombre de dignitaires de la ville aurait été prêt à soutenir Isaac mais, celui-ci renonçant au trône, la menace d'un soulèvement s'éloigne. Manuel Ier Comnène arrive à Constantinople le 27 juin et autorise Isaac à quitter le monastère, estimant sa position suffisamment solide. Cependant, de tels événements ont notablement compromis les relations entre les deux frères. En février 1147, le patriarche Cosmas II Atticus est accusé de conspirer contre Manuel au profit d'Isaac, un fervent partisan du patriarche, ce qui conduit à la déposition de Cosmas II, illustrant les divergences toujours profondes entre les deux fils de Jean II. 
En 1145-1146, Isaac accompagne son frère lors d'une campagne contre Iconium, la capitale du sultanat de Roum. Il est alors l'un des principaux commandants de l'armée avec Jean Axouch. Selon Jean Cinnamus, un débat houleux serait intervenu durant la campagne alors que sont comparés les qualités martiales de Manuel Ier et de Jean II. Jean Axouch, soutenu par Isaac, aurait loué celles de Jean II au détriment de Manuel. Isaac aurait été jusqu'à attaquer le futur empereur Andronic Ier Comnène, son cousin, avec son épée. Le coup aurait été dévié par l'empereur aidé d'un de ses soldats, laissant Manuel avec une légère blessure. Isaac aurait alors été sanctionné en étant écarté de l'empereur quelques jours, tandis que Jean Axouch perd le droit d'utiliser le sceau impérial. Cet épisode est le dernier connu de la vie d'Isaac.